# Захисниці (монета)
«Захисниці» — пам'ятна  монета номіналом 5 гривень, випущена Національним банком України, присвячена українським жінкам, які тримають оборону на фронті та в тилу: воюють, працюють, годують, волонтерять, моляться, чекають, кохають та захищають родини та Батьківщину.
Монету введено в обіг 2 жовтня 2023 року. Вона належить до серії «Безсмертна моя Україно». Презентація монети відбулась за участі: ординатора відділення реанімації та інтенсивної терапії у Головному військовому клінічному шпиталі Міністерства оборони України підполковника Аліни Слободянюк; ветеранки російсько-української війни Єви Тур; військовослужбовиці Збройних Сил України та волонтерки Лесею Литвиновою.

## Опис та характеристики монети
| Номінал грн. | Метал      | Маса, грам | Діаметр, мм. | Якість виготовлення       | Гурт     | Тираж, штук |
| ------------ | ---------- | ---------- | ------------ | ------------------------- | -------- | ----------- |
| 5            | нейзильбер | 16.54      | 35,0         | спеціальний анциркулейтед | рифлений | 50 000      |

### Аверс
На аверсі монети розміщено: у центрі символічну композицію, що демонструє відважність та волелюбність, щирість та водночас ніжність, дбайливість українських жінок, втілених в образах матері та захисниці, над якими напис «УКРАЇНА». Праворуч зображено малий державний Герб України, а ліворуч логотип Банкнотно-монетного двору Національного банку України, оздоблені стилізованими орнаментами української вишивки. Номінал — «5» та графічний символ гривні розташований під логотипом, а під гербом — рік карбування монети «2023».

### Реверс
На реверсі монети на дзеркальному тлі розміщено композицію, що символізує жіночність українок-захисниць: стилізовані хвилі жіночого волосся, заплетеного у косу, як символ накопичення життєвої сили, необхідної для здоров'я і духовного розвитку (ліворуч); абриси жіночої фігури в плахті як символ жіночої ініціації з використанням елементу оздоблення — тамподрук (праворуч).

## Автори
- Художник: Куц Марина;
- Скульптор: Демяненко Анатолій[4].

## Вартість монети
Під час введення монети в обіг 2023 року, Національний банк України реалізовував монету за ціною 135 гривень.
Фактична приблизна вартість монети, з роками змінювалася так:
| Рік        | 2024 | 2025 | 2026 |
| ---------- | ---- | ---- | ---- |
| Ціна, грн. | 500  | 480  |      |